# Coupe de Russie 2000
Navigation
Édition précédente Édition suivante
La Coupe de Russie est une compétition internationale de patinage artistique qui se déroule en Russie au cours de l'automne. Elle accueille des patineurs amateurs de niveau senior dans quatre catégories: simple messieurs, simple dames, couple artistique et danse sur glace.
La cinquième Coupe de Russie est organisée du 16 au 19 novembre 2000 au complexe sportif et scénique de Saint-Pétersbourg. Elle est la quatrième compétition du Grand Prix ISU senior de la saison 2000/2001.

## Résultats

### Messieurs
| Rang | Nom                | Pays       | Points | Prog. court | Prog. libre |
| ---- | ------------------ | ---------- | ------ | ----------- | ----------- |
| 1    | Evgeni Plushenko   | Russie     | 1.5    | 1           | 1           |
| 2    | Ilia Klimkin       | Russie     | 4.0    | 4           | 2           |
| 3    | Matthew Savoie     | États-Unis | 4.0    | 2           | 3           |
| 4    | Ivan Dinev         | Bulgarie   | 6.5    | 3           | 5           |
| 5    | Aleksandr Abt      | Russie     | 7.5    | 7           | 4           |
| 6    | Michael Weiss      | États-Unis | 9.0    | 6           | 6           |
| 7    | Frédéric Dambier   | France     | 11.5   | 5           | 9           |
| 8    | Yosuke Takeuchi    | Japon      | 12.0   | 10          | 7           |
| 9    | Fedor Andreev      | Canada     | 12.0   | 8           | 8           |
| 10   | Vitaly Danilchenko | Ukraine    | 15.5   | 11          | 10          |
| 11   | David Jäschke      | Allemagne  | 15.5   | 9           | 11          |

### Dames
| Rang | Nom                | Pays       | Points | Prog. court | Prog. libre |
| ---- | ------------------ | ---------- | ------ | ----------- | ----------- |
| 1    | Irina Sloutskaïa   | Russie     | 1.5    | 1           | 1           |
| 2    | Ielena Sokolova    | Russie     | 3.0    | 2           | 2           |
| 3    | Sarah Hughes       | États-Unis | 4.5    | 3           | 3           |
| 4    | Sasha Cohen        | États-Unis | 6.0    | 4           | 4           |
| 5    | Viktoria Volchkova | Russie     | 8.5    | 7           | 5           |
| 6    | Elena Liashenko    | Ukraine    | 8.5    | 5           | 6           |
| 7    | Shizuka Arakawa    | Japon      | 11.0   | 6           | 8           |
| 8    | Júlia Sebestyén    | Hongrie    | 12.5   | 11          | 7           |
| 9    | Silvia Fontana     | Italie     | 13.0   | 8           | 9           |
| 10   | Annie Bellemare    | Canada     | 14.5   | 9           | 10          |
| 11   | Alisa Drei         | Finlande   | 16.0   | 10          | 11          |
| 12   | Andrea Diewald     | Allemagne  | 18.0   | 12          | 12          |

### Couples
| Rang | Nom                                  | Pays       | Points | Prog. court | Prog. libre |
| ---- | ------------------------------------ | ---------- | ------ | ----------- | ----------- |
| 1    | Elena Berejnaïa / Anton Sikharulidze | Russie     | 1.5    | 1           | 1           |
| 2    | Xue Shen / Hongbo Zhao               | Chine      | 3.0    | 2           | 2           |
| 3    | Dorota Zagórska / Mariusz Siudek     | Pologne    | 4.5    | 3           | 3           |
| 4    | Kyoko Ina / John Zimmerman           | États-Unis | 7.5    | 7           | 4           |
| 5    | Kristy Sargeant-Wirtz / Kris Wirtz   | Canada     | 8.0    | 4           | 6           |
| 6    | Tatiana Totmianina / Maksim Marinin  | Russie     | 9.0    | 8           | 5           |
| 7    | Aljona Savchenko / Stanislav Morozov | Ukraine    | 10.0   | 6           | 7           |
| 8    | Tiffany Scott / Philip Dulebohn      | États-Unis | 10.5   | 5           | 8           |
| 9    | Julia Shapiro / Dmitri Khromin       | Russie     | 13.5   | 9           | 9           |

### Danse sur glace
| Rang | Nom                                     | Pays               | Points | Danse imposée | Danse originale | Danse libre |
| ---- | --------------------------------------- | ------------------ | ------ | ------------- | --------------- | ----------- |
| 1    | Barbara Fusar-Poli / Maurizio Margaglio | Italie             | 2.0    | 1             | 1               | 1           |
| 2    | Irina Lobatcheva / Ilia Averboukh       | Russie             | 4.0    | 2             | 2               | 2           |
| 3    | Galit Chait / Sergei Sakhnovski         | Israël             | 6.0    | 3             | 3               | 3           |
| 4    | Tatiana Navka / Roman Kostomarov        | Russie             | 8.0    | 4             | 4               | 4           |
| 5    | Albena Denkova / Maxim Staviski         | Bulgarie           | 10.6   | 5             | 6               | 5           |
| 6    | Marie-France Dubreuil / Patrice Lauzon  | Canada             | 11.4   | 6             | 5               | 6           |
| 7    | Sylwia Nowak / Sebastian Kolasiński     | Pologne            | 14.0   | 7             | 7               | 7           |
| 8    | Alia Ouabdesselam / Benjamin Delmas     | France             | 16.0   | 8             | 8               | 8           |
| 9    | Svetlana Kulikova / Arseni Markov       | Russie             | 18.4   | 10            | 9               | 9           |
| 10   | Zita Gebora / Andras Visontai           | Hongrie            | 19.6   | 9             | 10              | 10          |
| 11   | Kateřina Kovalová / David Szurman       | République tchèque | 22.0   | 11            | 11              | 11          |

## Sources
- (en) Résultats de la Coupe de Russie 2000 sur le site de l'International Skating Union
- Résultats de la Coupe de Russie 2000
- Patinage Magazine N°75 (Décembre 1999-Janvier 2001)